# Rieseberger Moor
Rieseberger Moor este o arie protejată (sit de importanță comunitară — SCI) din Germania întinsă pe o suprafață de 159,75 ha, integral pe uscat.

## Localizare
Centrul sitului Rieseberger Moor este situat la coordonatele 52°17′35″N 10°48′30″E / 52.2931°N 10.8083°E.

## Înființare
Situl Rieseberger Moor a fost declarat sit de importanță comunitară în iunie 2000 pentru a proteja 2 specii de animale.

## Biodiversitate
Situată în ecoregiunea atlantică, aria protejată conține 8 habitate naturale: Lacuri eutrofice naturale cu vegetație de tip Magnopotamion sau Hydrocharition, Pajiști uscate europene, Liziere de ierburi înalte hidrofile de câmpie și de nivel montan până la alpin, Fânețe de joasă altitudine (Alopecurus pratensis, Sanguisorba officinalis), Mlaștini turboase de tranziție și turbării mișcătoare, Mlaștini alcaline, Păduri acidofile de stejar bătrân cu Quercus robur pe câmpii nisipoase, Mlaștini împădurite.
La baza desemnării sitului se află mai multe specii protejate:
- nevertebrate (1): Vertigo moulinsiana
- pești (1): cicar (Lampetra planeri)

Pe lângă speciile protejate, pe teritoriul sitului au mai fost identificate 2 specii de plante.